# Joachim Schubotz
Joachim Schubotz (* 1933 in Potsdam; † 19. Januar 2018 in Hannover) war ein deutscher Künstler und Bildhauer.

## Leben

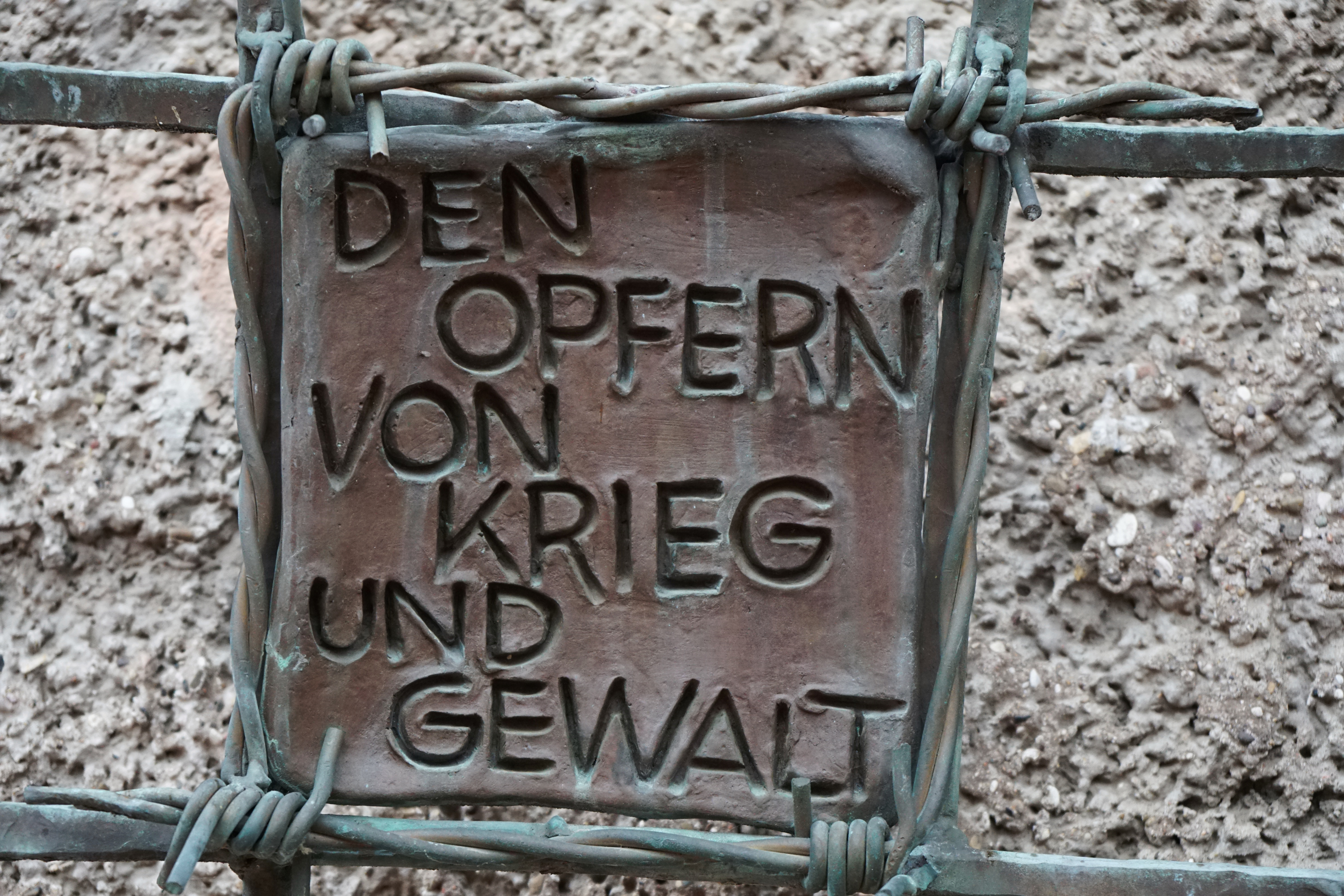
Gedenktafel für die Opfer von Krieg und Gewalt (Auszug) an der St.-Petri-Kirche in Hannover-Döhren

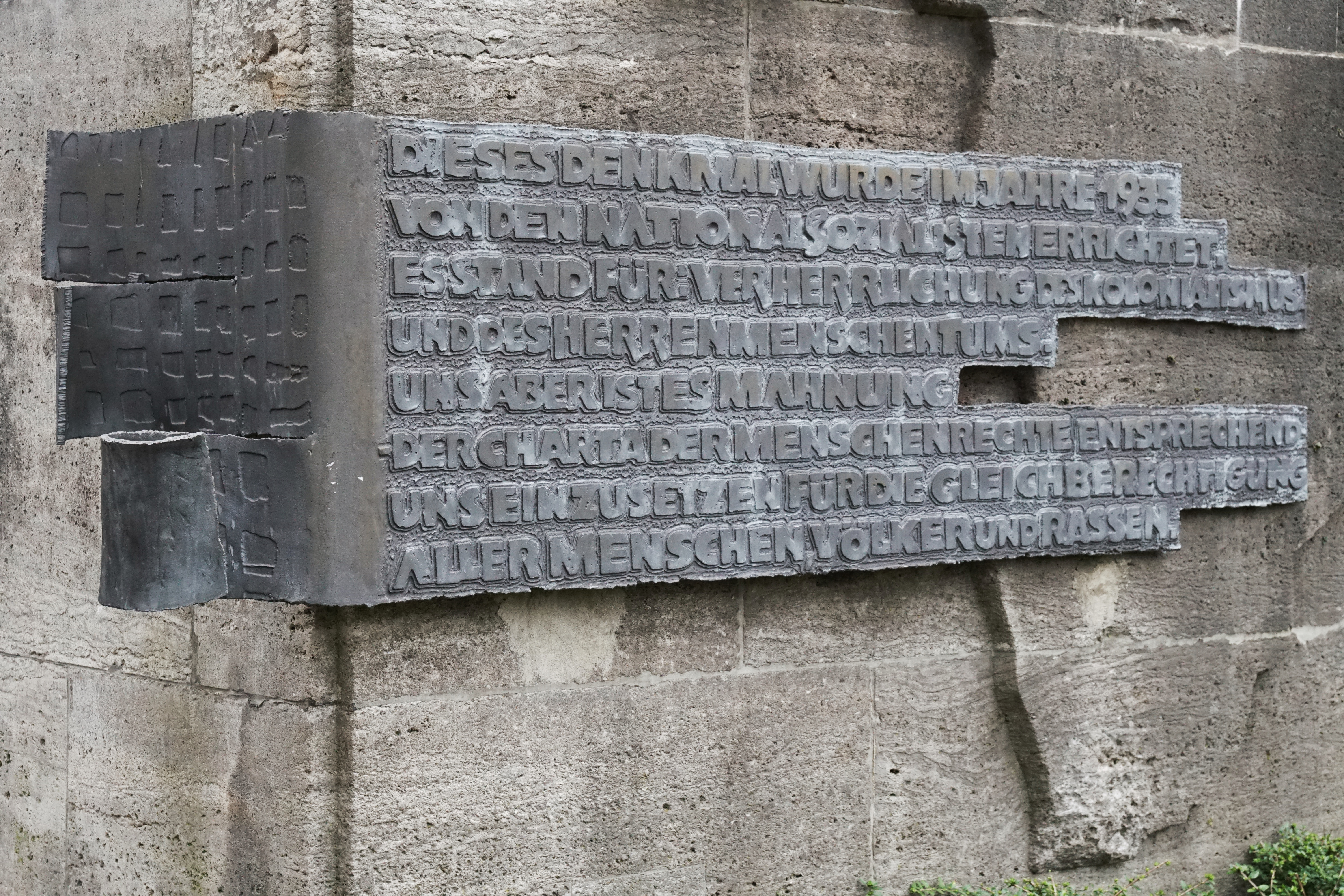
Ergänzung am ehemaligen Karl-Peters-Denkmal, der heutigen Mahntafel gegen Kolonialismus in der Südstadt von Hannover

Joachim Schubotz lebte jahrzehntelang mit seiner Familie in einem Bunker an der Olbersstraße im hannoverschen Stadtteil Döhren. Dort hatte er zudem Platz für seine künstlerischen Arbeiten und zum Lagern vielfältiger Materialien.
Schubotz war ein Freigeist und engagierter Streiter für Frieden und Gerechtigkeit. Obwohl er kein Mitglied einer christlichen Kirchengemeinde war, hatten seine Werke vielfältige Bezüge zu Gemeinden und kirchlichen Einrichtungen. Aus seiner Hand stammt beispielsweise die an der Döhrener St.-Petri-Kirche angebrachte „Gedenktafel für die Opfer von Krieg und Gewalt“. Die Mauer am dortigen Kirchplatz verschönerte er in einer Malaktion mit Kindern. An der KiTa Querstraße bearbeitete er künstlerisch einen Baumstamm.

## Werke (Auswahl)
- „Gedenktafel für die Opfer von Krieg und Gewalt“, St.-Petri-Kirche, Hannover-Döhren[1]
- Entwurf des „Schuldrachens“ an der Heinrich-Wilhelm-Olbers-Grundschule, Hannover[3]
- um 1968, Matthäikirche in Bingum:
  - Altarkreuz, Wendekreuz mit der Darstellung des siebenäugigen Lammes[4]
  - Kreuz über dem Chorraum[4]
  - drei Glasfenster der Apsis[4]
- 1988: Mahntafel gegen Kolonialismus am Karl-Peters-Denkmal, Hannover[5]
- 1995: Brunnentreff, Brunnen im hannoverschen Stadtteil Mittelfeld[6]